# Teófilo Tabanera
Teófilo Melchor Tabanera (Mendoza, 30 de diciembre de 1909 - Ib., 28 de junio de 1981) fue un oficial aéreo e ingeniero electromecánico argentino, figura importante dentro de la astronáutica argentina, junto al comodoro Aldo Zeoli.

## Biografía
Nació en 1909 en la provincia de Mendoza. Se mudó a la capital de la provincia de Buenos Aires para estudiar en la Universidad Nacional de La Plata, de donde se graduó en 1936. Realizó viajes de estudio por Estados Unidos y Europa. Fue miembro de la Sociedad Británica Interplanetaria y de la Sociedad Americana de Cohetes. Comenzó trabajando de dibujante para los Ferrocarriles Argentinos e YPF.
Trabajo en áreas vinculadas con la energía, habiendo sido director consejero de YPF, subdirector general y gerente técnico de Gas del Estado, en donde proyecto la construcción del gasoducto La Plata-Buenos Aires y el oleoducto de Mendoza-San Lorenzo, además de mantener diversos cargos en la destilería de La Plata. Fue representante de la Argentina en el Congreso Mundial de la Energía que se produjo en La Haya, Holanda, en 1947. Al mando de Electrodinie, construyó la primera línea de alta tensión de 132 kV entre Santa Fe y Buenos Aires, para así llevar energía desde la gran usina de San Nicolás hacia Santa Fe capital y a Buenos Aires. Durante seis años fue profesor titular en la Facultad de Ciencias Físico Matemáticas de La Plata.
Su interés por la actividad aeroespacial lo llevó a fundar la Asociación Argentina Interplanetaria en 1948 que posteriormente paso a llamarse Asociación de Ciencias Espaciales de la Argentina), en donde se dedicó a impulsar el programa espacial argentino. Estuvo presente en el Primer Congreso Internacional de Astronáutica, organizado en la Universidad de La Sorbona, en París. Fue vicepresidente de la Federación Internacional de Astronáutica (IAF), por cinco periodos consecutivos, y presidente de la CNIE, fundada en el año 1960 mediante un decreto del gobierno de Arturo Frondizi (1958-1962). Fue miembro de la Sociedad Británica Interplanetaria y de la Sociedad Americana de Cohetes. Fue el único autor en toda Iberoamérica de una publicación semanal (que duró diez años) dedicada a temas del espacio.
En 1952 público un pequeño libro llamado ¿Que es la astronáutica?, fue un inesperado éxito de ventas.
Propuso en 1971, un estudio para organizar la educación en áreas de difícil acceso por medio de la televisión vía satélite.
Tabanera fue testigo de todos los lanzamientos del programa Apolo, además de ver en vivo el primer lanzamiento del trasbordador espacial en 1981, pocos meses después falleció.
El diario argentino La Nación público el día de su muerte:

La muerte del ingeniero Teófilo Tabanera significa, para nuestro país, la pérdida de un lúcido observador y un inteligente visionario que intentó traer el conocimiento y poner a su país en términos de igualdad y justicia dentro de la comunidad científica y tecnológica mundial". Tabanera asumió que Argentina, y muchas otras naciones de Iberoamérica, sería parte integral de esta gran aventura de la humanidad.
Diario La Nación.

## Obras
- ¿Que es la astronáutica?
- La Astronáutica
- El Hombre ante el espacio
- Argentina ante el reto del tercer milenio
- La Exploración del Espacio